# Сюзанна Валадон
Марі-Клементін Валадон, відома як Сюзанна Валадон (фр. Suzanne Valadon; 23 вересня, 1865, Бессін-сюр-Гартамп, департамент Верхня В'єнна — 7 квітня, 1938, Париж) — французька модель (Дега, Тулуз-Лотрек, де Шаванн, Ренуар) і художниця (портрет, побутовий жанр, натюрморт, постімпресіонізм, символізм). Ще за життя отримала визнання як художниця і досягла фінансового успіху, мала постійну підтримку від паризької галеристки Берти Вейль.

## Життєпис

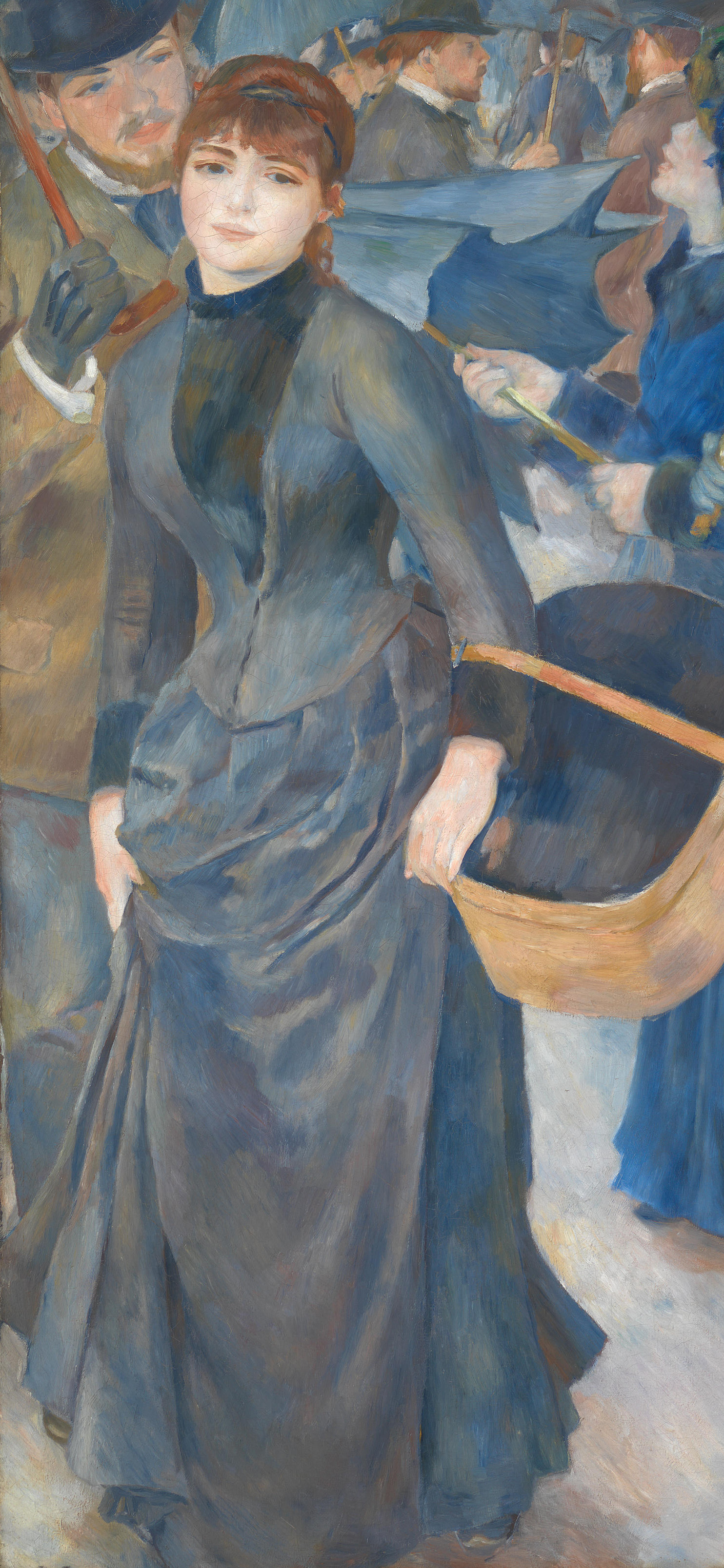
Сюзанна Валадон на картині Ренуара «Парасольки», 1884 р.

Мала просте походження. Донька неодруженої пралі. За переказами, малювала з дитинства, але нікому не показувала власні малюнки. Починала в цирку, але циркова кар'єра обірвалась через рано отриману травму. У 18 років народила позашлюбну дитину, пізніше художника-пейзажиста Моріса Утрілло.
Мала й два офіційні шлюби. Перший — з біржовим маклером у 1896—1909 роках, закінчився розривом. У 44 роки покинула чоловіка заради молодого художника Андре Уттера, не набагато старшого за її сина. Шлюб із Уттером, пристрасний і важкий, тривав майже 30 років.
Сюзанна Валадон померла в Парижі 1938 року. Похована на паризькому цвинтарі Сент-Уан. Андре Уттер помер 1948 року через 10 років по смерті дружини.

## Художня кар'єра
Стала моделлю для кількох французьких художників, серед яких Едгар Дега, Анрі Тулуз-Лотрек, Пюві де Шаванн, П'єр-Огюст Ренуар.
Її власні художні роботи таки побачили Анрі де Тулуз-Лотрек та Едгар Дега, які й заохотили Валадон до малювання. Систематичної освіти не мала. Працювала довго і наполегливо, тому що не завжди була упевнена в собі. Вважається перфекціоністкою, тому що могла роками працювати над одною картиною.
1894 року першою серед французьких жінок-художниць отримала членство в Національній спілці образотворчих мистецтв. Обрала псевдонім Сюзанна Валадон.
Валадон ще за життя отримала визнання як художниця і навіть досягла фінансового успіху. Попри скептичне ставлення до жінок-художниць у тодішньому суспільстві, Валадон мала постійну підтримку від паризької галеристки Берти Вейль. Вейль виставляла у власній галереї картини Валадон і провела три персональні виставки художниці.

## Пам'ять
6937 Валадон — астероїд, названий на честь художниці.
Сюзанна Валадон вшанована на Поверху спадщини Джуді Чикаго.

## Вибрані твори
- «Ерік Саті», композитор, 1893
- «Оголені», 1919
- «Натюрморт з тюльпанами і фруктами в білій вазі», 1924
- «Букет квітів у скляній вазі», 1928
- «Натюрморт з квітами і фруктами в плетеному кошику», 1928
- «Ванна»
- «Покинута лялька»

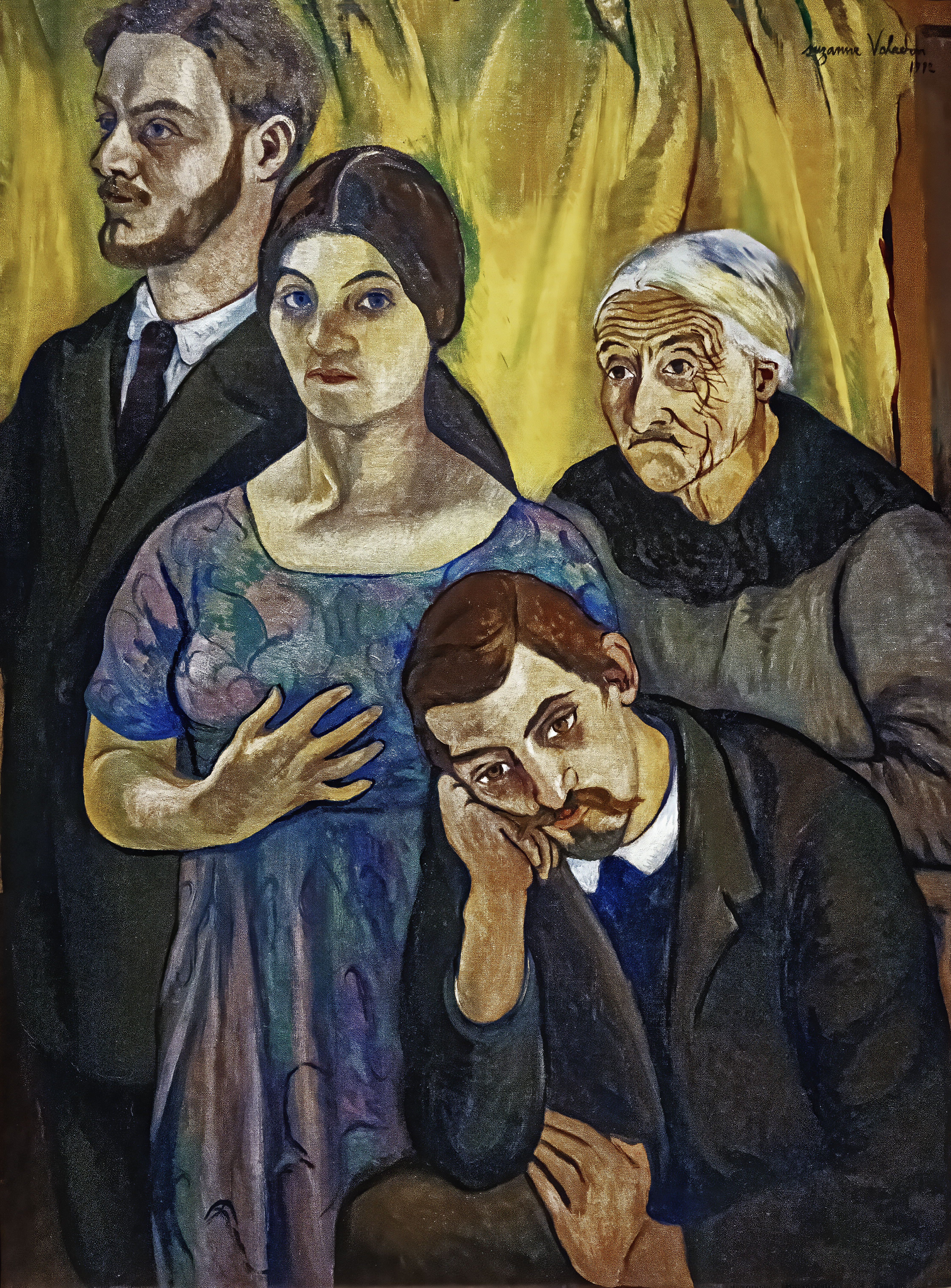
Сюзанна Валадон. «Портрет родини», 1912 р.
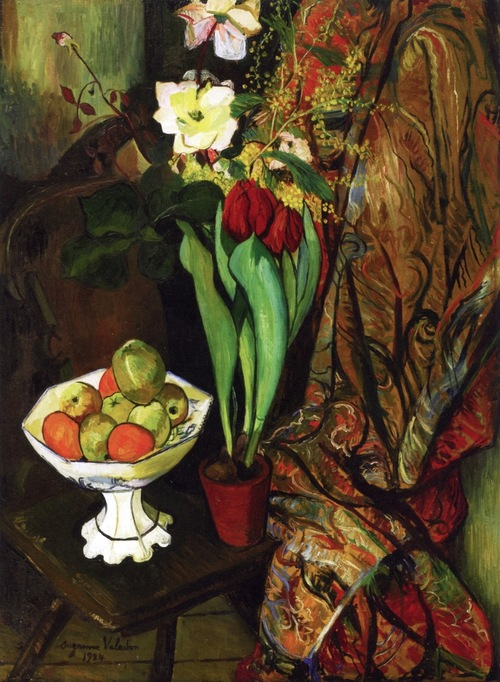
Сюзанна Валадон. «Натюрморт з тюльпанами і фруктами в білій вазі», 1924 рік
С. Валадон. «Сад на вулиці Корто. Монмартр», 1919 р.
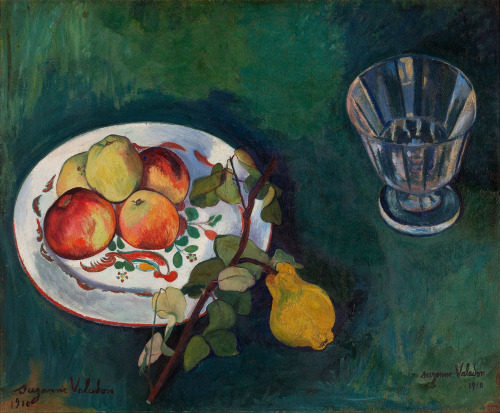
«Натюрморт з фруктами і склом», 1910 р.
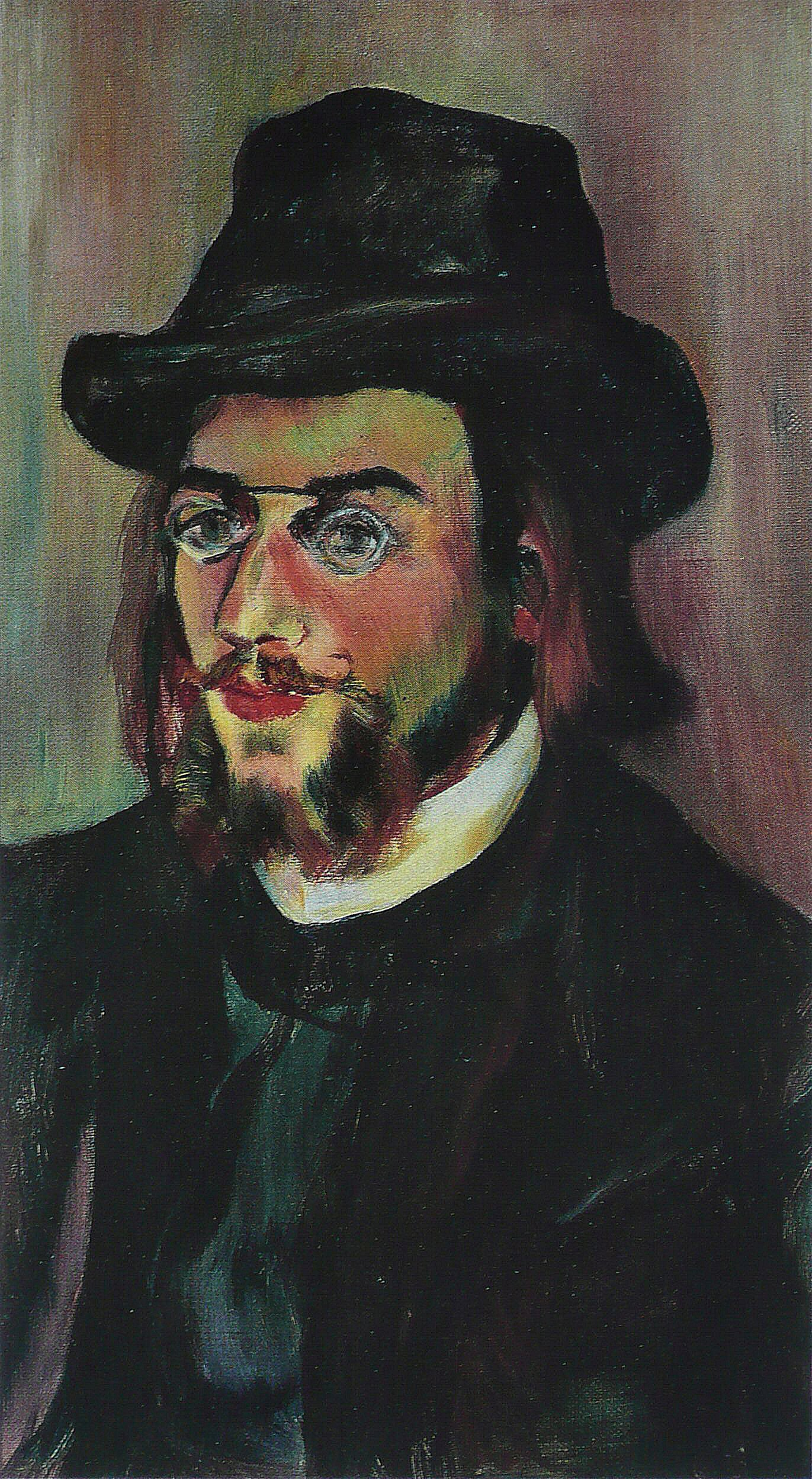
«Портрет Еріка Саті», 1893 р.
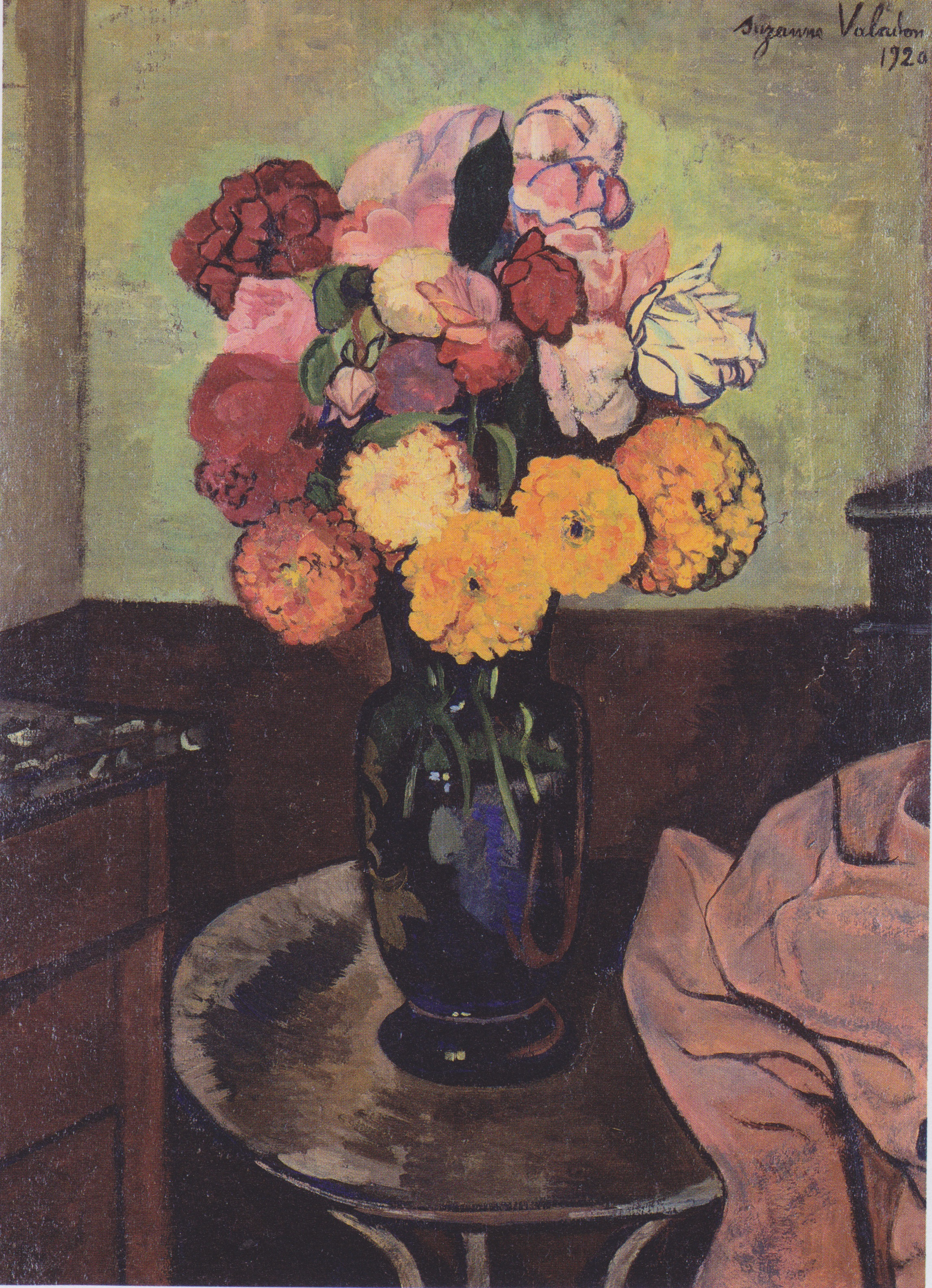
«Букет квітів на круглому столі», 1920 р.
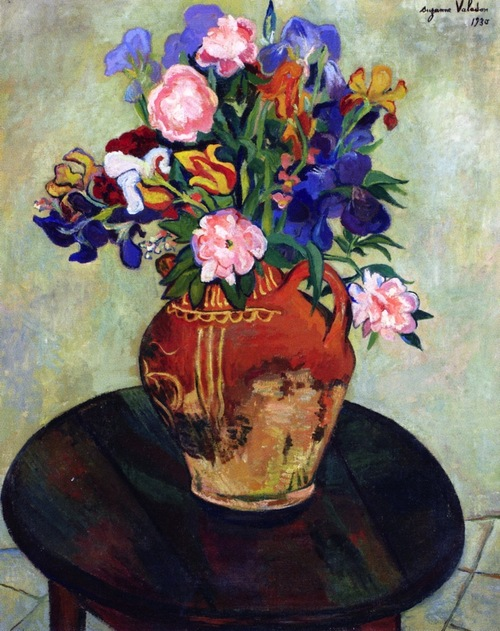
«Букет квітів на столі», 1930 р.